# Premi Emmy 1967
La cerimonia dei Premi Emmy 1967, nota retroattivamente come 19ª edizione dei Primetime Emmy Awards (19th Primetime Emmy Awards), si è tenuta al Century Plaza Hotel a Los Angeles (California) il 4 giugno 1967. 
La cerimonia fu presentata da Joey Bishop. 

## Primetime Emmy Awards
Per le candidature, furono presi in considerazione i programmi trasmessi tra il 25 marzo 1966 e il 16 aprile 1967.

### Migliore serie televisiva drammatica
- Missione Impossibile (Mission: Impossible)
- Agente speciale (The Avengers)
- I giorni di Bryan (Run for Your Life)
- Le spie (I Spy)
- Star Trek

### Migliore serie televisiva comica o commedia
- The Monkees
- The Andy Griffith Show
- Gli eroi di Hogan (Hogan's Heroes)
- Get Smart
- Vita da strega (Bewitched)

### Migliore attore in una serie drammatica
- Bill Cosby – Le spie
- Robert Culp – Le spie
- Ben Gazzara – I giorni di Bryan
- David Janssen – Il fuggiasco
- Martin Landau – Missione Impossibile

### Migliore attore in una serie comica
- Don Adams – Get Smart
- Bob Crane – Gli eroi di Hogan
- Brian Keith – Tre nipoti e un maggiordomo (Family Affair)
- Larry Storch – I forti di Forte Coraggio (F Troop)

### Miglior attore protagonista in un singolo episodio di una serie drammatica
- Peter Ustinov – Hallmark Hall of Fame | Episodio: Barefoot in Athens
- Alan Arkin – ABC Stage 67 | Episodio: The Love Song of Barney Kempinski
- Lee J. Cobb – Death of a Salesman
- Ivan Dixon – CBS Playhouse | Episodio: The Final War of Olly Winter
- Hal Holbrook – Mark Twain Tonight

### Migliore attrice in una serie drammatica
- Barbara Bain – Missione Impossibile
- Diana Rigg – Agente speciale
- Barbara Stanwyck – La grande vallata (The Big Valley)

### Migliore attrice in una serie comica
- Lucille Ball – Lucy Show (The Lucy Show)
- Elizabeth Montgomery – Vita da strega
- Agnes Moorehead – Vita da strega
- Marlo Thomas – That Girl

### Miglior attrice protagonista in un singolo episodio di una serie drammatica
- Geraldine Page – ABC Stage 67 | Episodio: Truman Capote's A Christmas Memory
- Shirley Booth – CBS Playhouse | Episodio: The Glass Menagerie
- Mildred Dunnock – Death of a Salesman
- Lynn Fontanne – Hallmark Hall of Fame | Episodio: Anastasia
- Julie Harris – Hallmark Hall of Fame | Episodio: Anastasia

### Miglior attore non protagonista in una serie drammatica
- Eli Wallach – The Poppy Is Also a Flower
- Leo G. Carroll – Organizzazione U.N.C.L.E. (The Man from U.N.C.L.E.)
- Leonard Nimoy – Star Trek

### Miglior attore non protagonista in una serie comica o commedia
- Don Knotts – The Andy Griffith Show
- Gale Gordon – Lucy Show
- Werner Klemperer – Gli eroi di Hogan

### Miglior attrice non protagonista in una serie drammatica
- Agnes Moorehead – The Wild Wild West | Episodio: Night of the Vicious Valentin
- Tina Chen – CBS Playhouse | Episodio: The Final War of Olly Winter
- Ruth Warrick – Peyton Place

### Miglior attrice non protagonista in una serie comica o commedia
- Frances Bavier – The Andy Griffith Show
- Nancy Kulp – Beverly Hillbillies (The Beverly Hillbillies)
- Marion Lorne – Vita da strega

### Migliore regia per una serie drammatica
- Death of a Salesman – Alex Segal
- CBS Playhouse – Paul Bogart per l'episodio The Final War of Olly Winter
- Hallmark Hall of Fame – George Schaefer per l'episodio Anastasia
- Mark Twain Tonight – Paul Bogart

### Migliore regia per una serie comica o commedia
- The Monkees – James Frawley per l'episodio Royal Flush
- Lucy Show – Maury Thompson
- Le spie – Earl Bellamy per l'episodio One of Our Bombs is Missing
- Tre nipoti e un maggiordomo – William D. Russell
- Vita da strega – William Asher

### Migliore sceneggiatura per una serie drammatica
- Missione Impossibile – Bruce Geller
- CBS Playhouse – Ronald Ribman per l'episodio The Final War of Olly Winter
- Le spie – Robert Culp

### Migliore sceneggiatura per una serie comica o commedia
- Get Smart – Buck Henry e Leonard Stern per l'episodio Ship of Spies, parte 1 e 2
- Strega per amore (I Dream of Jeannie) – Sidney Sheldon
- Tre nipoti e un maggiordomo – Edmund L. Hartmann per l'episodio Buffy